# Lac Payne
Der Lac Payne ist ein See auf der Ungava-Halbinsel in der Region Nunavik in der kanadischen Provinz Québec.
Der See hat eine Länge von 103 km und ist bis zu 12 km breit. Er liegt 130 m über Meereshöhe. Seine Wasserfläche beträgt 508 km². Die Gesamtfläche einschließlich Inseln beträgt 533 km². Der Lac  ayne wird vom südlich gelegenen See Lac Tassialouc und vom nördlich gelegenen See Lac du Pélican gespeist. Der Lac Payne selbst wird von dem Fluss Rivière Arnaud in östlicher Richtung zur Ungava Bay hin entwässert.